# Memorial Van Damme 2023
Das 47. Memorial Van Damme war ein Leichtathletik-Meeting, welches am 8. September 2023 im König-Baudouin-Stadion in der belgischen Hauptstadt Brüssel stattfand und Teil der Diamond League war.

## Ergebnisse

### Männer

#### 200 m
| Platz | Athlet            | Land | Zeit (s) |
| ----- | ----------------- | ---- | -------- |
| 1     | Kenneth Bednarek  | USA  | 19,79 SB |
| 2     | Zharnel Hughes    | GBR  | 19,82    |
| 3     | Andre De Grasse   | CAN  | 19,89 SB |
| 4     | Aaron Brown       | CAN  | 19,98 SB |
| 5     | Joseph Fahnbulleh | LBR  | 20,24    |
| 6     | Filippo Tortu     | ITA  | 20,30    |
| 7     | Kyree King        | USA  | 20,52    |
| 8     | Reynier Mena      | CUB  | 20,93    |

Wind: −0,1 m/s

#### 400 m
| Platz | Athlet                    | Land | Zeit (s) |
| ----- | ------------------------- | ---- | -------- |
| 1     | Rusheen McDonald          | JAM  | 44,84    |
| 2     | Alexander Ogando          | DOM  | 44,93 SB |
| 3     | Håvard Bentdal Ingvaldsen | NOR  | 45,07    |
| 4     | Leungo Scotch             | BOT  | 45,14    |
| 5     | Gilles Biron              | FRA  | 45,26    |
| 6     | Dylan Borlée              | BEL  | 45,39    |
| 7     | Alexander Doom            | BEL  | 45,77    |

#### 800 m
| Platz                       | Athlet                      | Land | Zeit (min) |
| --------------------------- | --------------------------- | ---- | ---------- |
| 1                           | Djamel Sedjati              | ALG  | 1:43,60    |
| 2                           | Yanis Meziane               | AUS  | 1:43,94 PB |
| 3                           | Tshepiso Masalela           | BOT  | 1:44,03 PB |
| 4                           | Daniel Rowden               | GBR  | 1:44,12    |
| 5                           | Ben Pattison                | GBR  | 1:44,32    |
| 6                           | Bryce Hoppel                | USA  | 1:44,37    |
| 7                           | Wyclife Kinyamal            | KEN  | 1:44,38    |
| 8                           | Saúl Ordóñez                | ESP  | 1:44,84    |
| 9                           | Slimane Moula               | ALG  | 1:45,80    |
|                             | Khaled Benmahdi (Pacemaker) | ALG  | DNF        |
| Collins Kipruto (Pacemaker) | KEN                         | DNF  |            |

#### 2000 m
| Platz                       | Athlet                      | Land | Zeit (min) |
| --------------------------- | --------------------------- | ---- | ---------- |
| 1                           | Jakob Ingebrigtsen          | NOR  | 4:43,13 WR |
| 2                           | Reynold Kipkorir Cheruiyot  | KEN  | 4:48,14 NR |
| 3                           | Stewart McSweyn             | AUS  | 4:48,77 AR |
| 4                           | Niels Laros                 | NED  | 4:49,68 NR |
| 5                           | Mario García                | ESP  | 4:49,85 NR |
| 6                           | Narve Gilje Nordås          | NOR  | 4:50,64 PB |
| 7                           | Abel Kipsang                | KEN  | 4:50,68 SB |
| 8                           | Charles Philibert-Thiboutot | CAN  | 4:51,54 AR |
| 9                           | Ruben Verheyden             | BEL  | 4:52,37 NR |
| 10                          | Samuel Tanner               | NZL  | 4:53,09 SB |
| 11                          | Jochem Vermeulen            | BEL  | 5:03,24 SB |
|                             | Mounir Akbache (Pacemaker)  | FRA  | DNF        |
| Ismael Debjani              | ALG                         | DNF  |            |
| Boaz Kiprugut (Pacemaker)   | KEN                         | DNF  |            |
| Cornelius Tuwei (Pacemaker) | KEN                         | DNF  |            |

#### Stabhochsprung
| Platz | Athlet             | Land | Höhe (m) |
| ----- | ------------------ | ---- | -------- |
| 1     | Armand Duplantis   | SWE  | 6,10 MR  |
| 2     | Sam Kendricks      | USA  | 5,92     |
| 3     | Ernest John Obiena | PHI  | 5,92     |
| 4     | Christopher Nilsen | USA  | 5,82     |
| 5     | KC Lightfoot       | USA  | 5,82     |
| 6     | Zach McWhorter     | USA  | 5,82     |
| 7     | Thibaut Collet     | FRA  | 5,82     |
| 8     | Sondre Guttormsen  | NOR  | 5,72     |
| 9     | Ben Broeders       | BEL  | 5,72     |
| 10    | Kurtis Marschall   | AUS  | 5,62     |

### Frauen

#### 100 m
| Platz | Athletin              | Land | Zeit (s) |
| ----- | --------------------- | ---- | -------- |
| 1     | Elaine Thompson-Herah | JAM  | 10,84 SB |
| 2     | Natasha Morrison      | JAM  | 10,95 SB |
| 3     | Dina Asher-Smith      | GBR  | 10,97    |
| 4     | Zoe Hobbs             | NZL  | 11,14    |
| 5     | Shashalee Forbes      | JAM  | 11,17    |
| 6     | Gina Bass             | GAM  | 11,18    |
| 7     | Rani Rosius           | BEL  | 11,31    |
|       | Tamara Clark          | USA  | DNS      |

Wind: 0,0 m/s

#### 200 m
| Platz | Athletin              | Land | Zeit (s)     |
| ----- | --------------------- | ---- | ------------ |
| 1     | Shericka Jackson      | JAM  | 21,48 DLR MR |
| 2     | Anthonique Strachan   | BAH  | 22,31        |
| 3     | Jenna Prandini        | USA  | 22,47        |
| 4     | Daryll Neita          | GBR  | 22,59        |
| 5     | Maboundou Koné        | CIV  | 22,79        |
| 6     | Tasa Jiya             | NED  | 22,96        |
| 7     | Delphine Nkansa       | BEL  | 23,43        |
|       | Jasmine Camacho-Quinn | PUR  | DNS          |

Wind: +0,2 m/s

#### 400 m
| Platz | Athletin               | Land | Zeit (s) |
| ----- | ---------------------- | ---- | -------- |
| 1     | Cynthia Bolingo Mbongo | BEL  | 50,09    |
| 2     | Lieke Klaver           | NED  | 50,16    |
| 3     | Shamier Little         | USA  | 50,58    |
| 4     | Victoria Ohuruogu      | GBR  | 50,81    |
| 5     | Candice McLeod         | JAM  | 50,82    |
| 6     | Laviai Nielsen         | GBR  | 50,84    |
| 7     | Helena Ponette         | BEL  | 51,87    |
|       | Mary Moraa             | KEN  | DNS      |

#### 1500 m
| Platz                          | Athletin                | Land | Zeit (min) |
| ------------------------------ | ----------------------- | ---- | ---------- |
| 1                              | Laura Muir              | GBR  | 3:55,34 SB |
| 2                              | Ciara Mageean           | IRL  | 3:55,87 NR |
| 3                              | Nelly Chepchirchir      | KEN  | 3:56,93    |
| 4                              | Jessica Hull            | AUS  | 3:57,75    |
| 5                              | Katie Snowden           | GBR  | 3:58,03    |
| 6                              | Hirut Meshesha          | ETH  | 3:58,06    |
| 7                              | Melissa Courtney-Bryant | GBR  | 3:58,09    |
| 8                              | Addison Wiley           | USA  | 3:59,17 PB |
| 9                              | Sinclaire Johnson       | USA  | 3:59,19 SB |
| 10                             | Linden Hall             | AUS  | 4:00,41    |
| 11                             | Saron Berhe             | ETH  | 4:00,46 PB |
| 12                             | Marta Pérez             | ESP  | 4:00,53 SB |
| 13                             | Esther Guerrero         | ESP  | 4:02,27    |
| 14                             | Cory McGee              | USA  | 4:02,32    |
| 15                             | Elise Vanderelst        | BEL  | 4:10,65    |
|                                | Claudia Bobocea         | ROU  | DNF        |
| Purity Chepkirui (Pacemakerin) | KEN                     | DNF  |            |
| Noélie Yarigo (Pacemakerin)    | BEN                     | DNF  |            |

#### 5000 m
| Platz                        | Athletin                    | Land | Zeit (min)  |
| ---------------------------- | --------------------------- | ---- | ----------- |
| 1                            | Lilian Kasait Rengeruk      | KEN  | 14:26,46    |
| 2                            | Medina Eisa                 | ETH  | 14:28,94    |
| 3                            | Nozomi Tanaka               | JPN  | 14:29,18 NR |
| 4                            | Winnie Jemutai              | KEN  | 14:30,05 PB |
| 5                            | Ayal Dagnachew              | ETH  | 14:39,11 SB |
| 6                            | Mekedes Alemeshete          | ETH  | 14:45,13 PB |
| 7                            | Karoline Bjerkeli Grøvdal   | NOR  | 14:47,84    |
| 8                            | Jessica Warner-Judd         | GBR  | 14:51,53 PB |
| 9                            | Edinah Jebitok              | KEN  | 14:52,28 PB |
| 10                           | Maureen Koster              | NED  | 14:52,90    |
| 11                           | Elise Cranny                | USA  | 14:57,52    |
| 12                           | Camilla Richardsson         | FIN  | 15:13,69    |
| 13                           | Tigist Ketema               | ETH  | 15:17,27 PB |
|                              | Lorena Martín (Pacemakerin) | ESP  | DNF         |
| Caroline Nyaga (Pacemakerin) | KEN                         | DNF  |             |

#### 400 m Hürden
| Platz | Athletin            | Land | Zeit (s) |
| ----- | ------------------- | ---- | -------- |
| 1     | Femke Bol           | NED  | 52,11 MR |
| 2     | Janieve Russell     | JAM  | 53,80    |
| 3     | Rushell Clayton     | JAM  | 54,10    |
| 4     | Anna Cockrell       | USA  | 54,29    |
| 5     | Ayomide Folorunso   | ITA  | 54,42    |
| 6     | Andrenette Knight   | JAM  | 54,75    |
| 7     | Hanne Claes         | BEL  | 54,95    |
| 8     | Wiktorija Tkatschuk | UKR  | 54,98    |

#### Hochsprung
| Platz | Athletin              | Land | Weite (m) |
| ----- | --------------------- | ---- | --------- |
| 1     | Jaroslawa Mahutschich | UKR  | 2,00      |
| 2     | Angelina Topić        | SRB  | 1,97 =NR  |
| 3     | Eleanor Patterson     | AUS  | 1,94      |
| 4     | Iryna Heraschtschenko | UKR  | 1,91      |
| 5     | Morgan Lake           | GBR  | 1,91      |
| 6     | Lia Apostolovski      | SVN  | 1,91      |
| 7     | Merel Maes            | BEL  | 1,84      |
| 7     | Nawal Meniker         | FRA  | 1,84      |
| 9     | Elisabeth Pihela      | EST  | 1,80      |
| 9     | Heta Tuuri            | FIN  | 1,80      |

#### Dreisprung
| Platz | Athletin                | Land | Weite (m) |
| ----- | ----------------------- | ---- | --------- |
| 1     | Shanieka Ricketts       | JAM  | 15,01 PB  |
| 2     | Maryna Bech-Romantschuk | UKR  | 14,57     |
| 3     | Thea LaFond             | DMA  | 14,49     |
| 4     | Dariya Derkach          | ITA  | 14,17     |
| 5     | Kimberly Williams       | JAM  | 13,96     |
| 6     | Ottavia Cestonaro       | ITA  | 13,76     |
| 7     | Dovilė Kilty            | LTU  | 13,44     |
| 8     | Diana Zagainova         | LTU  | 13,26     |
|       | Tori Franklin           | USA  | DNS       |

#### Kugelstoßen
| Platz | Athletin            | Land | Weite (m) |
| ----- | ------------------- | ---- | --------- |
| 1     | Chase Ealey         | USA  | 20,05     |
| 2     | Sarah Mitton        | CAN  | 19,76     |
| 3     | Magdalyn Ewen       | USA  | 19,64     |
| 4     | Auriol Dongmo       | POR  | 19,31     |
| 5     | Adelaide Aquilla    | USA  | 19,20 SB  |
| 6     | Jessica Schilder    | NED  | 18,93     |
| 7     | Danniel Thomas-Dodd | JAM  | 18,88     |
| 8     | Fanny Roos          | SWE  | 18,88     |
| 9     | Jessica Woodard     | USA  | 18,82 SB  |
|       | Yemisi Ogunleye     | GER  | 17,57     |

#### Speerwurf
| Platz | Athletin           | Land | Weite (m)   |
| ----- | ------------------ | ---- | ----------- |
| 1     | Haruka Kitaguchi   | JPN  | 67,38 WL NR |
| 2     | Victoria Hudson    | AUT  | 64,65 SB    |
| 3     | Līna Mūze-Sirmā    | LAT  | 63,00       |
| 4     | Flor Ruíz          | COL  | 62,51       |
| 5     | Nikola Ogrodníková | CZE  | 60,18       |
| 6     | Tori Peeters       | NZL  | 59,93       |
| 7     | Annu Rani          | IND  | 57,74       |
| 8     | Liveta Jasiūnaitė  | LTU  | 56,70       |